# Моисеева, Ольга Николаевна
О́льга Никола́евна Моисе́ева (25 декабря 1928, Ленинград, СССР — 24 июня 2021, Санкт-Петербург, Россия) — советская и российская артистка балета, педагог, балетмейстер, народная артистка СССР (1983).

## Биография
Ольга Моисеева родилась 25 декабря 1928 года в Ленинграде, в семье профессиональной певицы Софии Антоновны Дубицкой и педагога Николая Николаевича Моисеева.
Её мать  была выпускницей ленинградской консерватории, выступала в Михайловском( Малом оперном) театре; в семье было три дочери, в том числе Галина (1922—1993) — будущий известный литературовед.Рано, в 10 лет, потеряла отца.
В 1947 году, окончив Ленинградское хореографическое училище (ныне Академия русского балета имени А. Я. Вагановой) по классу Агриппины Вагановой, была принята в балетную труппу Ленинградского театра оперы и балета им. С. М. Кирова (ныне — Мариинский театр). Среди её партнёров был Рудольф Нуреев (Солор в балете «Баядерка»). В классическом репертуаре балерины были такие партии, как Жизель, Китри («Дон-Кихот»), Раймонда, Одетта-Одиллия («Лебединое озеро»), Никия («Баядерка»). Советский репертуар включал Зарему в «Бахчисарайском фонтане», Эгину в «Спартаке». Выступала в спектаклях Леонида Якобсона и Константина Сергеева. В 1961 году  стала первой исполнительницей партии Мехменэ Бану в балете «Легенда о любви» Арифа Меликова в постановке Юрия Григоровича. Была ведущей солисткой театра до 1973 года.
С 1972 года — педагог-репетитор театра. С 1987 года вела уроки классического танца для артистов труппы.
В 1983 году удостоена почётного звания народной артистки СССР.
Была педагогом-репетитором Галины Мезенцевой, Алтынай Асылмуратовой, Ирмы Ниорадзе (1992—1994), Юлии Махалиной, Ирины Желонкиной, Светланы Захаровой. Преподавала в Эдинбурге (1990) и Берлине (1991).
Скончалась 24 июня 2021 года на 93-м году жизни. Отпевание Ольги Моисеевой состоялось 29 июня 2021 года в Смоленской церкви, похороны прошли в тот же день на Смоленском кладбище.

## Звания и награды
- 1951 — Лауреат Всемирного фестиваля молодежи и студентов (1-я премия, Берлин)
- 1955 — Заслуженная артистка РСФСР
- 1973 — Народная артистка РСФСР
- 1983 — Народная артистка СССР
- 2008 — Орден Дружбы[6]
- 2007 — Театральная премия Санкт-Петербурга «Золотой софит» — «за творческое долголетие и уникальный вклад в театральную культуру Санкт-Петербурга»[7].

## Репертуар
- Китри, «Дон Кихот» Л. Минкуса, хореография М. Петипа и А. Горского в редакции Ф. Лопухова и Н. Анисимовой
- Жизель, «Жизель» А. Адана, хореография Ж. Перро и Ж. Коралли в редакции М. Петипа
- Никия, «Баядерка» Л. Минкуса, хореография М. Петипа
- Одетта и Одиллия, «Лебединое озеро» П. Чайковского, хореография М. Петипа и Л. Иванова
- принцесса Флорина, «Спящая красавица» П. Чайковского
- Раймонда, «Раймонда» А. Глазунова, хореография М. Петипа в редакции К. Сергеева
- Зарема, «Бахчисарайский фонтан» Б. Асафьева, хореография Р. Захарова
- Эгина, «Спартак» А. Хачатуряна, хореография Л. Якобсона
- Гаянэ, «Гаянэ» А. Хачатуряна, хореография Н. Анисимовой
- Мехмэнэ Бану, «Легенда о любви» А. Меликова, хореография Б. Григоровича (первая исполнительница, 1961)
- Сюимбике, «Шурале» Ф. Яруллина, хореография Л. Якобсона
- Лауренсия, «Лауренсия» А. Крейна, хореография В. Чабукиани
- Сари,  «Тропою грома» К. Караева, хореография К. Сергеева
- Кривляка, «Золушка» С. Прокофьева, хореография К. Сергеева
- Эльзевира Ренессанс, «Клоп» Ф. Отказова и Г. Фиртича, хореография Л. Якобсона
- Умирающий лебедь, «Лебедь», миниатюра М. Фокина на музыку К. Сен-Санса
- Гертруда, «Гамлет» Н. Червинского, хореография К. Сергеева (первая исполнительница, 1970)
- «Хореографические миниатюры», миниатюра «Мать», на музыку А. Скрябина, балетмейстер Л. Якобсон) (первая исполнительница, 1958)
- Бьянка, «Отелло» А. Мачавариани, балетмейстер В. Чабукиани (первая исполнительница, 1960)
- Каролина, «В порт вошла "Россия"» В. Соловьёва-Седого, балетмейстер Р. Захаров (первая исполнительница, 1964)
- 7-й вальс и мазурка, «Шопениана» Ф. Шопена, хореография М. Фокина
- Земля, «Далёкая планета» Б. С. Майзель, балетмейстер К. Сергеев
- «Хореографические миниатюры», миниатюра «Вечный идол»
- Вакханка, «Вальпургиева ночь» из оперы Фауст Ш. Гуно.

## Фильмография
- 1960 — «Хореографические миниатюры» (телефильм-концерт)
- 1971 — «Танцует Ольга Моисеева» (телефильм-концерт)
- 1997 — «В честь Ольги Моисеевой» (телефильм).

### Участие в фильмах
- 2006 — Балерина | Ballerina (Франция, документальный)
- 2009 — Агриппина Ваганова. Великая и ужасная (документальный)